# 12 Dywizja Lotnictwa Transportowego
12 Mgińska Dywizja Lotnictwa Transportowego – lotniczy związek taktyczny Sił Zbrojnych Federacji Rosyjskiej.

## Struktura organizacyjna
W 1991
- dowództwo – Twer
- 8 pułk lotnictwa transportowego – Migdałowo
- 81 pułk lotnictwa transportowego – Iwanowo
- 566 Sołnecznogorski  pułk lotnictwa transportowego  – Sesza, ok. Brańsk
- 978 pułk lotnictwa transportowego  – Sesza.

W 1996 i 2007
- 76 Gwardyjski Leningradzki pułk lotnictwa transportowego – Migdałowo
- 117 Białoruski pułk lotnictwa transportowego – w 1993 z Szaulaj do Orenburga
- 196 Gwardyjski Miński pułk lotnictwa transportowego – w 1992  z Litwy do Migdałowa
- 566 Sołnecznogorski pułk lotnictwa transportowego – Sesza.